# Aeropuerto de Timbiquí
El Aeropuerto de Timbiquí (IATA: TBD, ICAO: SKMB) es un aeropuerto que sirve a la población de Timbiquí, en el departamento del Cauca en Colombia. La ciudad y el aeropuerto están situadas en el flanco derecho del río Timbiquí, 8 kilómetros tierra adentro desde el océano Pacífico.

## Destinos

### Destinos chárter y estacionales
- TAC
  - Cali / Aeropuerto Alfonso Bonilla Aragón
  - Popayán / Aeropuerto Guillermo León Valencia